# 1683 en musique classique
| \| • Retour à la chronologie générale de la musique classique • \| |
| Grèce • Rome • Haut Moyen Âge • VIIIe siècle • IXe siècle • Xe siècle • XIe siècle XIIe siècle • XIIIe siècle • XIVe siècle • XVe siècle • XVIe siècle • XVIIe siècle XVIIIe siècle • XIXe siècle • XXe siècle • XXIe siècle |
| • Retour à la chronologie générale de la musique classique • |

| Années en musique classique : 1680 - 1681 - 1682 - 1683 - 1684 - 1685 - 1686    |
| Décennies en musique classique : 1650 - 1660 - 1670 - 1680 - 1690 - 1700 - 1710 |

## Événements
- Concours de Versailles (1683)
- vers 1683 : Venus and Adonis, opéra de John Blow.

## Œuvres
- 6 janvier : création de Phaéton, tragédie lyrique de Jean-Baptiste Lully au château de Versailles.
- 25 janvier : Création d’Il Pompeo, dramma per musica  d'Alessandro Scarlatti, au Teatro Colonna, à Rome.
- Caedes sanctorum innocentium (Le Massacre des Innocents), histoire sacrée de Marc-Antoine Charpentier, H411
- Coriolano, de Giacomo Antonio Perti.
- Descente d’Orphée aux Enfers, de Marc-Antoine Charpentier.
- Douze Sonates à trois, de Henry Purcell.
- Les Fontaines de Versailles, de Michel-Richard de Lalande.
- Litanies de la Vierge, de Marc-Antoine Charpentier.
- Speelstukken, de David Petersen.

## Naissances

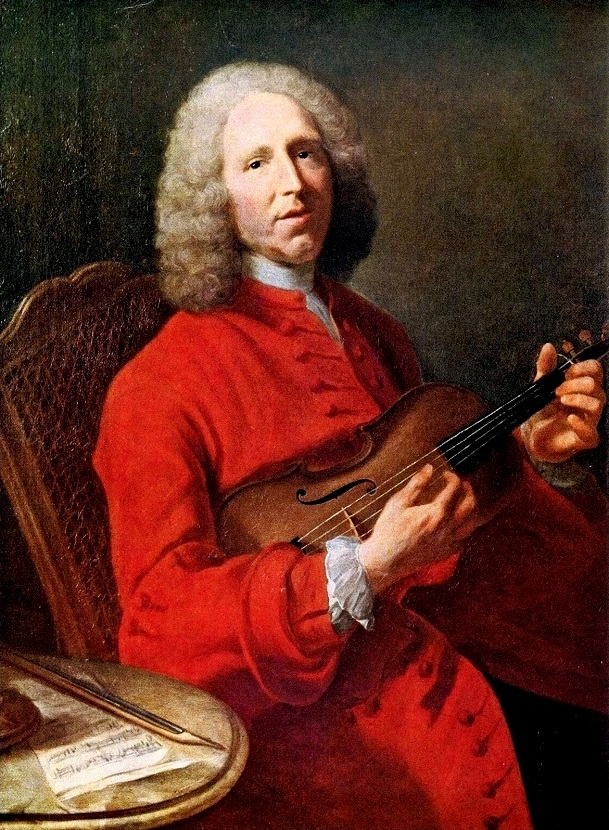
Portrait de Jean-Philippe Rameau par Jacques Aved

- 13 janvier : Christoph Graupner, compositeur et claveciniste allemand († 10 mars 1760).
- 14 janvier : Johann Gottfried Silbermann, facteur d'orgue allemand († 4 août 1753).
- 16 mars : Giovanni Veneziano, compositeur et pédagogue italien († 13 avril 1742).
- 17 avril : Giovanni Veneziano, compositeur et théoricien allemand, († 16 juillet 1729).
- 25 septembre : Jean-Philippe Rameau, compositeur français († 12 septembre 1764).

Date indéterminée :
- Michel Danican Philidor, compositeur († 1723).
- Pierre-Charles Roy, librettiste français († 23 octobre 1764).

## Décès
- Alessandro Poglietti, organiste, claveciniste et compositeur.
- Johann Sebastiani, compositeur allemand (° 30 septembre 1622).